# Springen (Heidenrod)
 Springen  ist ein Ortsteil der Flächengemeinde Heidenrod im südhessischen Rheingau-Taunus-Kreis.

## Geographie
Springen liegt auf einem Höhenrücken im nordöstlichen Wispertaunus hoch über dem Wispertal im Westen, dem Dornbach im Süden und dem Dornbach II im Osten. Der Ort ist umgeben von ausgedehnten landwirtschaftlichen Flächen, die von teilweise steil abfallenden bewaldeten Talhängen umrahmt sind. Der Höhenrücken hat im Nordosten Anschluss an die Kemeler Heide.
Die räumliche Nähe zu den Naherholungsgebieten Rheingau und Mittelrhein, zur Loreley, sowie zum Aar- und Lahntal einerseits und zum wirtschaftlich starken Rhein-Main-Gebiet andererseits tragen erheblich zum Wohnwert des Ortsteiles bei.
Springen liegt auf einer Höhe von 440 Metern.

## Geschichte
Im Jahr 1107 wurde Springen als Dreispringen erstmals urkundlich erwähnt. Dreispringen bedeutet so viel wie Ort der drei Quellen.
Neben der Landwirtschaft war im Mittelalter die Wollenweberei ein bedeutender Erwerbszweig. Der Handel mit Dreispringer Tuchen ist in Augsburg für das Jahr 1555 belegt. Im Dreißigjährigen Krieg wurde dieses hochentwickelte Handwerk zerstört.
Im Zuge der Gebietsreform in Hessen schloss sich die Gemeinde Springen mit 15 weiteren Gemeinden am 31. Dezember 1971 auf freiwilliger Basis zur Gemeinde Heidenrod zusammen. Für Springen wurde wie für alle anderen Ortsteile ein Ortsbezirk mit Ortsbeirat und Ortsvorsteher eingerichtet.

## Kultur und Sehenswürdigkeiten
Im Ort steht die denkmalgeschützte evangelische Odilienkirche. Es handelt sich im Kern um eine mittelalterliche ehemalige Wehrkirche des 12./13. Jahrhunderts, die mehrfach umgebaut wurde.

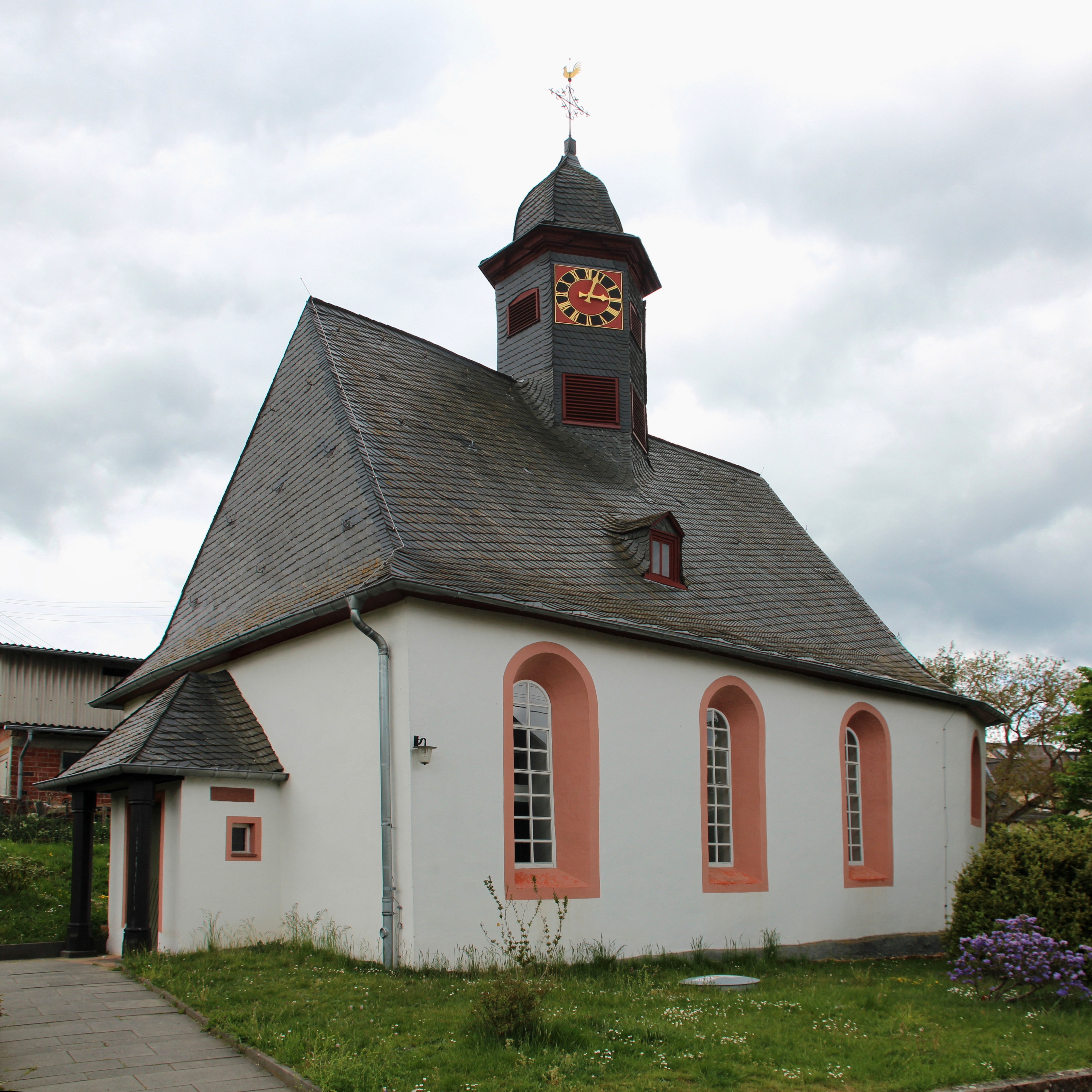
Evangelische Odilienkirche in Springen (Heidenrod)

Am Rande der Ortschaft befindet sich der Hauptsitz der neohinduistischen Religionsgemeinschaft Bhakti Marga, der sektenartige Züge vorgeworfen werden.

## Wirtschaft und Infrastruktur

### Tourismus
Der Wispertaunus, in dem Springen liegt, ist einer der waldreichsten Teile des Taunus und wurde zu großen Teilen als FFH-Gebiet ausgewiesen. Zudem ist die Region Teil des Naturpark Rhein-Taunus, der den Menschen eine naturnahe Erholung ermöglichen will.

### Verkehr
Über den Höhenzug, auf dem Springen liegt, verläuft in Nord-Süd-Richtung die Landesstraße L 3455, die nach Norden an einem Abzweig zum Nachbarort Wisper vorbei zum drei Kilometer entfernten Ortsteil Kemel führt. Dort besteht Anschluss an die Bundesstraße 260, über die man nach Norden zur Straße nach Laufenselden gelangt, dem zentralen Ortsteil von Heidenrod. In südlicher Richtung erreicht man auf der Bundesstraße die Kreisstadt Bad Schwalbach sowie Wiesbaden und das Rhein-Main-Gebiet.
Nach Süden führt die L 3455 hinunter zum unteren Dornbach II und weiter zur Wispertalstraße, die – zunächst am Dornbach, einem linken Zufluss der Wisper – talwärts nach Westen über Geroldstein in Richtung Lorch führt.